# Maine mac Néill
Maine mac Néill (mort en 712) est un roi de Brega du sept Uí Chernaig de Loch Gabhair, (Lagore) issu du Síl nÁedo Sláine. Il est le fils de Niall mac Cernaig Sotail (mort en 701) et l'arrière petit-fils de l'Ard ri Erenn Diarmait mac Áedo Sláine (mort en 665).

## Biographie
Maine est mentionné comme l'un des garants du Cáin Adomnáin (en) (c'est-à-dire : la Loi des Innocents) de Saint Adomnan d'Iona promulguée lors du Synode de Birr en 697 pendant la vie de son père. A cette époque une faide éclate parmi le Síl nÁedo Sláine entre le sept Uí Chernaig et les septs du nord Uí Chonaing de Cnogba (Knowth) et Síl nDlúthaig de Fir Cúl. En 701 le père de Maine, Niall est tué par un Uí Chonaing roi de Brega, Írgalach mac Conaing Cuirre (mort en 702).
Sons frèrer Fogartach mac Néill (mort en 724) déteinet également le pouvoir et est défait lors de la  Bataille de Claenath, près de  Clane dans l'actuel  Comté de Kildare par Cellach Cualann mac Gerthidi (mort en 715), le roi de Leinster en 704. Son frère Fogartach parvient à contrôler le royaume de Brega à cette époque.
Maine est lui même tué lors d'une combat interne au Síl nÁedo Sláine en 712 par Flann mac Áedo meic Dlúthaig (mort en 714) du Síl nDlúthaig.

## Sources
- (en) Ouvrage collectif sous la direction de Edel Bhreathnach, The Kingship and landscape of Tara, Dublin, Four Courts Press, 2005 (ISBN 1851829547).
- (en) Francis John Byrne, Irish Kings and High-Kings, Dublin, Courts Press History Classics, 2001 (ISBN 1-851-82-196-1).
- (en) T.M. Charles-Edwards, Early Christian Ireland, Cambridge, Cambridge University Press, 2008 (ISBN 978-0521037167), Appendix II